# Neocrasis
Neocrasis är ett släkte av fjärilar. Neocrasis ingår i familjen mätare.
Kladogram enligt Catalogue of Life:
| Neocrasis | \| \| Neocrasis eximia \| \| \| \| \| \| Neocrasis obscurata \| \| \| \| |
|           | \| \| Neocrasis eximia \| \| \| \| \| \| Neocrasis obscurata \| \| \| \| |
|           | Neocrasis eximia                                                         |
|           |                                                                          |
|           | Neocrasis obscurata                                                      |
|           |                                                                          |